# Kirche Karby

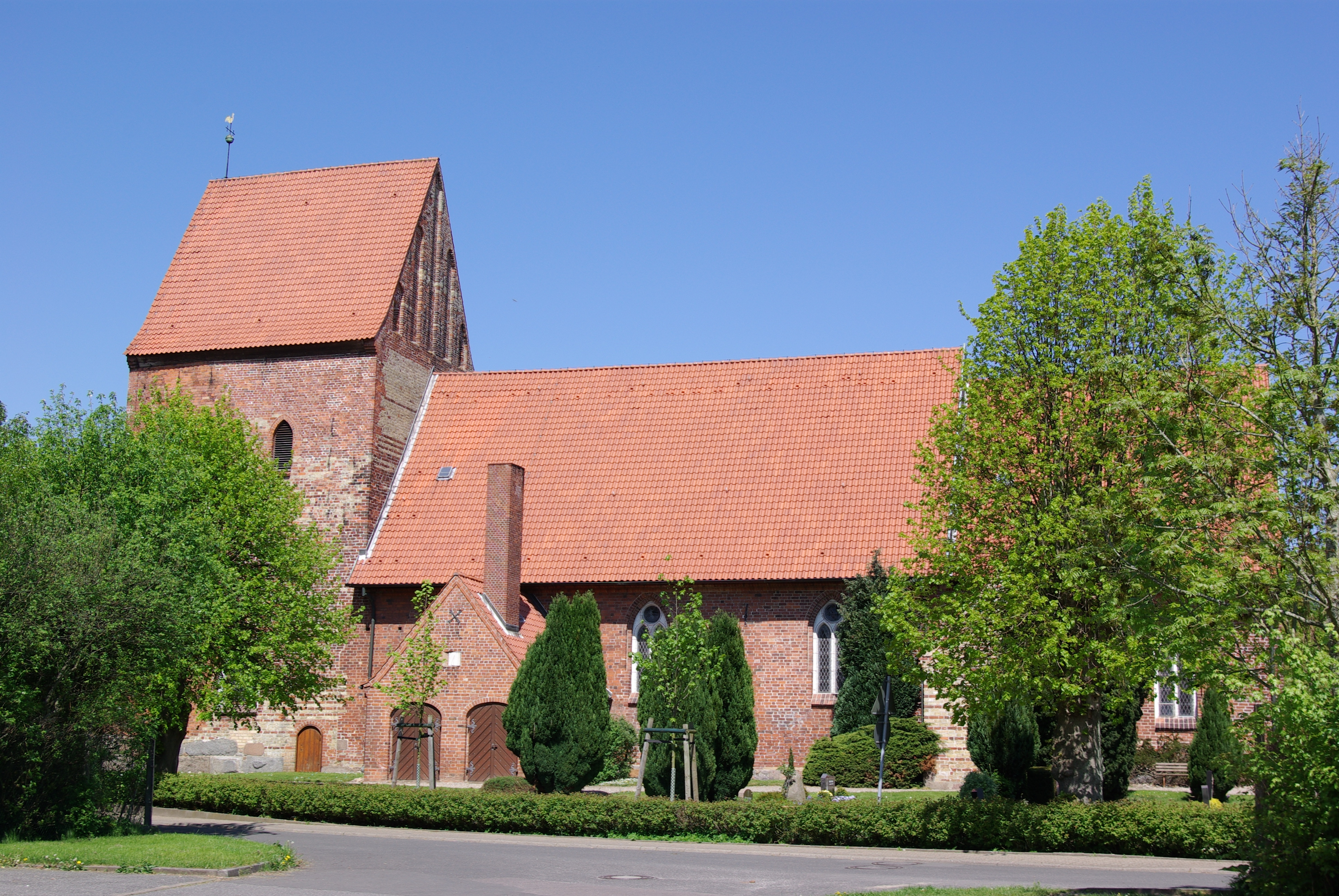
Kirche Karby

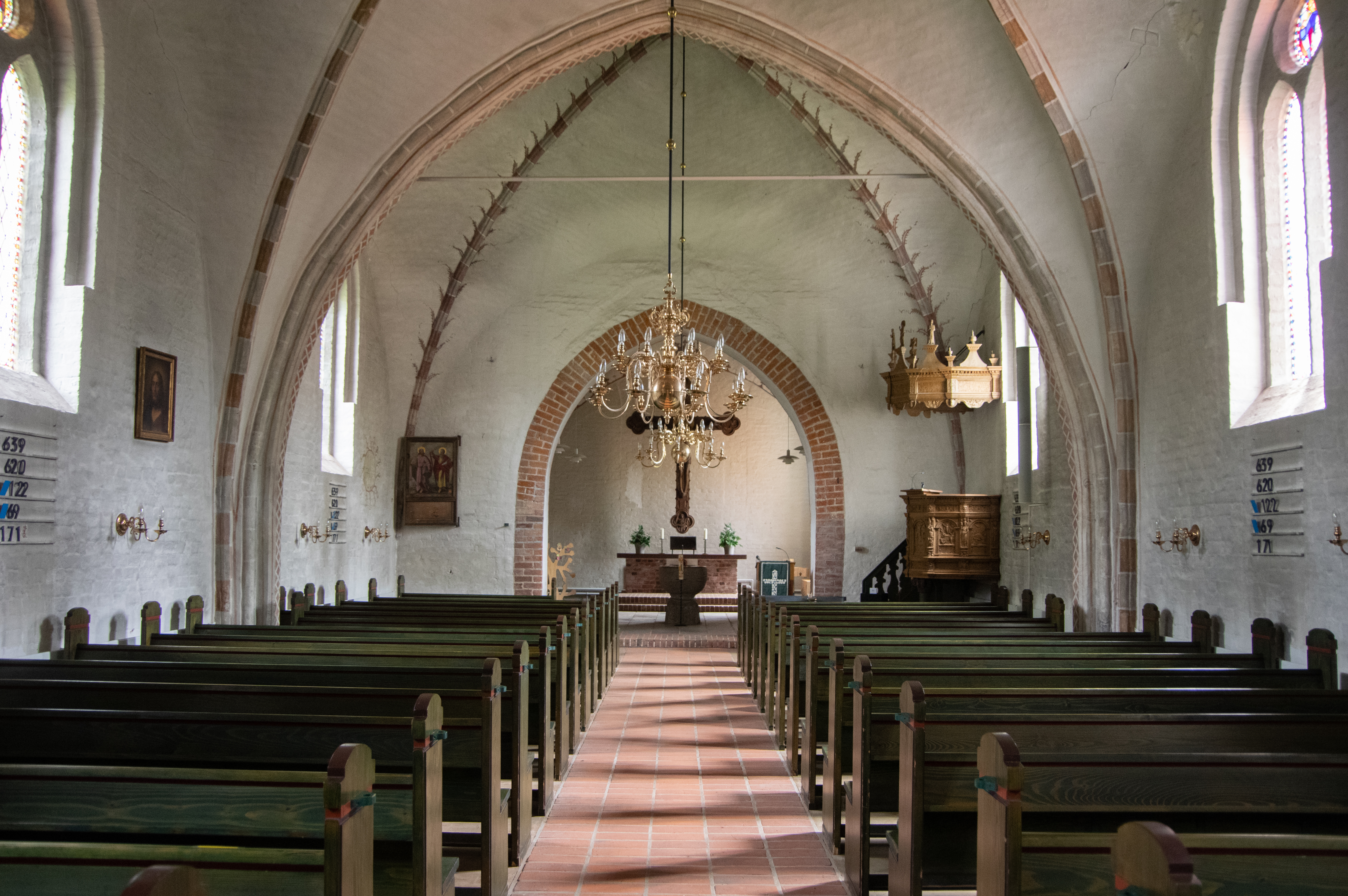
Innenansicht

Die Kirche Karby ist ein geschütztes Kulturdenkmal mit der Objekt-ID 2033 im Denkmalschutzgesetz in Karby, einer Gemeinde im Kreis Rendsburg-Eckernförde in Schleswig-Holstein. Sie ist eine von fünf mittelalterlichen Kirchen der Kirchengemeinde Schwansen im Kirchenkreis Rendsburg-Eckernförde der Evangelisch-Lutherischen Kirche in Norddeutschland.

## Beschreibung
Die Saalkirche wurde im 13. Jahrhundert aus Backsteinen erbaut. Sie besteht aus einem Langhaus, einem eingezogenen, gerade geschlossenen Chor im Osten und einem rechteckigen, später angefügten Kirchturm in Breite des Langhauses im Westen, der mit einem Satteldach bedeckt ist. Die Sakristei wurde an der Südwand des Chors angebaut. 
Die Innenräume des Langhauses und des Chors waren ursprünglich mit Flachdecken überspannt, die in der Spätgotik durch Kreuzrippengewölbe ersetzt wurden. Das Erdgeschoss des Kirchturms öffnet sich mit einem großen Spitzbogen zum Innenraum des Langhauses, der über einen Chorbogen mit dem Chor verbunden ist. Zur Kirchenausstattung gehören eine 1592 aufgestellte Kanzel mit Schalldeckel, die Hans Gudewerdt dem Älteren zugeschrieben wird, und ein Triumphkreuz. Die 1952 gebaute Orgel hängt an der Wand. 